# Dicranomyia convergens
Dicranomyia convergens är en tvåvingeart som beskrevs av de Meijere 1911. Dicranomyia convergens ingår i släktet Dicranomyia och familjen småharkrankar. Inga underarter finns listade i Catalogue of Life.